# نیسان میسترال
نیسان میسترال (به اسپانیایی: Nissan Mistral) خودرویی است که در سال‌های ۱۹۹۳ تا ۲۰۰۶ میلادی در اسپانیا تولید شده است.